# Národní park Prince Regent
Národní park Prince Regent (dříve přírodní rezervace Prince Regent) je chráněná oblast v regionu Kimberley v Západní Austrálii. V roce 1978 byla oblast nominována jako Světová biosférická rezervace UNESCO.

## Popis
Národní park se rozkládá na ploše 5 764,0 kilometrů čtverečních a byl založen v roce 1964 k ochraně povodí řeky Prince Regent. Severní hranice národního parku je společná s jižní hranicí národního parku řeky Mitchell a vytváří chráněnou plochu o rozloze přes 7 500 kilometrů čtverečních. Krajina se nachází v rozhraní od bujného deštného pralesa až po pískovcové pláně. Tato oblast zahrnuje rokle, vodopády, útesy a pohoří. 
Tradiční majitelé oblastí kolem řeky jsou národy Worora.

### Volně žijící živočichové
Více než polovina druhů ptáků a savců vyskytujících se v oblasti Kimberley žije v národním parku. Je domovem klokana warabi (Petrogale burbidgei), nejmenšího ze skalních klokanů, a bandikuta zlatého (Isoodon auratus) - vedených jako zranitelné druhy. Povodí řek Prince Regent a Mitchell jsou důležitými oblastmi ptáků, které překrývají část národního parku, jsou oblastí, kterou BirdLife International, mezinárodní nevládní organizace, považuje za zónu významnou pro ptáky, protože je důležitá pro řadu druhů, zejména těch, jejichž hnízdiště se omezuje na tropické savany.

## Přístup
Tato oblast zůstává jednou z nejodlehlejších divočin v Austrálii bez silnic s impozantními zálivy a víry, které omezují přístup k moři. Tato oblast je většinou přístupná letecky nebo lodí a od evropského osídlení západní Austrálie se prakticky nezměnila. Povolení pro vstup do národního parku, bez něhož je vstup zakázán, lze získat na Oddělení parků a divoké zvěře.